# Mantidactylus lugubris
Espèce
Synonymes
- Polypedates lugubris Duméril, 1853

Statut de conservation UICN

 LC  : Préoccupation mineure
Mantidactylus lugubris est une espèce d'amphibiens de la famille des Mantellidae.

## Taxinomie
Selon Miguel Vences, ce taxon représenterait un complexe d'au moins quatre espèces.

## Répartition

Aire de répartition de Mantidactylus lugubris.

Cette espèce est endémique de Madagascar. Elle se rencontre du niveau de la mer jusqu'à 1 500 m d'altitude sur un large territoire dans l'est de l'île,.

## Description
Mantidactylus lugubris mesure de 30 à 45 mm. Son dos est brun, noire ou verdâtre avec deux bandes claires transversales. Ses flancs sont marbrés de jaune et de noir. Les extrémités de ses doigts sont souvent blanches. Son ventre est brunâtre avec des taches sombres (à noter que des individus de la région de Tôlanaro présentent un ventre de couleur claire). La peau de son dos est plus ou moins granuleuse.

## Publication originale
- Duméril, 1853 : Mémoire sur les Batraciens anoures de la famille des Hylaeformes ou Rainettes, comprenant la description d'un genre nouveau et de onze espèces nouvelles. Annales Des Sciences Naturelles, sér. 3, vol. 19, p. 135-179 (texte intégral).